# Garbage in, garbage out
Garbage in, garbage out(가비지 인 가비지 아웃, GIGO, 기고)는 "쓰레기가 들어가면 쓰레기가 나온다"는 뜻으로 컴퓨터 과학이나 정보통신기술 분야에서 컴퓨터가 논리 프로세스에 의해 운영되기 때문에 결함이 있는, 심지어는 터무니없는 입력 데이터(쓰레기가 들어감)라도 의심을 품지 않고 처리하며, 생각하지도 않던 터무니없는 출력(쓰레기가 나옴)을 만들어낸다는 사실을 가리킨다. 이 원칙은 전제에 결함이 있다면 논증은 오류가 있을 수 있다는 점에서 모든 분석, 논리에 더 일반적으로 적용된다.

## 역사
이 표현은 컴퓨팅 초기에 유명하였지만 강력한 컴퓨터들이 많은 양의 오류성 데이터나 정보를 빠른 시간 내에 출력할 수 있다는 점에서 오늘날에 훨씬 더 잘 적용된다. 이 용어의 최초의 이용은 1957년 11월 10일로 거슬러 올라가며, 미국 육군의 수학자들과 그들의 초기 컴퓨터에 행했던 노고에 대한 신문 기사에 따르면, 직업 군인 윌리엄 D. 멜린(William D. Mellin)은 컴퓨터가 스스로 생각하지 못하며 적당히 얼버무려 프로그래밍된 입력들은 필연적으로 잘못된 출력을 만든다고 설명하였다.

## 이용
이 용어는 디지털화된 오디오, 비디오 파일의 낮은 품질을 설명하는데 사용될 수도 있다. 디지털화가 신호를 정리하는 첫 단계일 수 있지만, 그 자체가 품질을 개선하지는 못한다. 오리지널 아날로그 신호 내의 결함이 충실히 녹음되지만 디지털 신호 처리를 통해 최종 단계에 의해 식별, 제거될 수 있다.

## 같이 보기
- 보고정렬